# 清華大学
清華大学（せいかだいがく、チンホワだいがく、拼音: Qīnghuá Dàxué、英: Tsinghua University）は、北京市海淀区に所在する中華人民共和国の副部級大学である。
義和団の乱の賠償金として列強が清国政府から得た庚子賠款のうち、アメリカが返還した金の一部を以て1909年にアメリカ留学の予備校が設立され、清の滅亡前年、1911年清華学校の名のもと新式学堂として出発した。1925年-1929年の間に国学院が存在した。大学の略称は清華（チンホワ）。985工程、211工程、九校連盟、双一流の成員校として、国家重点大学である。頤和園近く、南東に隣り合わせの北京大学と中国学術の双璧をなす。工学に強い。
各種の世界大学ランキングでもつねに上位20校以内に数えられるなど、世界的にも高い評価を受ける名門校のひとつ（後述「大学ランキング」参照）。

## 概観
国務院教育部直属の国家重点大学であり、14の学院と56の系を有する総合大学。各界に多数の人材を輩出しており、特に工程技術人材（エンジニア）を大量に養成してきたため、「エンジニアの揺籃」とも称される。全国普通高等学校招生入学考試の「解元」（各省・自治区・直轄市における大学統一入試の成績最優秀者）は進学先として北京大学に次ぎ清華大学を選択している。大学は複数の国家重点実験室を持っている。
大学評価の世界的指標であるタイムズ・ハイアー・エデュケーションによる「THE世界大学ランキング」では、世界全体で第12位、アジア地域で第1位の評価を受けており（2024年）、USニュース誌の分野別ランキングでは、コンピューター・サイエンス、ＡＩ研究、ケミカル・エンジニアリング、電子工学の分野でアメリカのスタンフォード大学やマサチューセッツ工科大学（MIT）を上回って世界第1位と評価されている（2024年）。
MITとは1996年から提携しており、経済管理学院はMITのスローン経営大学院と共同学位課程を創設している。経済管理学院の顧問委員会は清華大出身者で経済管理学院の初代院長だった朱鎔基元国務院総理が名誉主席を務め、ヘンリー・ポールソン（元ゴールドマンサックスCEO、元アメリカ合衆国財務長官）やティム・クック（Apple CEO）らが主席（議長）に任じられ、ブラックストーン・グループ、ゴールドマンサックス、シティグループ、JPモルガン・チェース、マイクロソフト、IBM、フェイスブック、ゼネラルモーターズ、BMW、テスラモーターズ、日産自動車、ソフトバンクグループ、鴻海精密工業、テマセク、PCCW、タタグループのCEOや会長などといった海外の大物経営者も名誉委員及び委員に名を連ねており、学長も務めた陳吉寧など中国政府と大学の密接な関係からブレーントラストの役割を担っているとも評されている。
また、ワシントン大学やマイクロソフトと提携して中国の大学では米国本土初の拠点であるグローバル・イノベーション・エクスチェンジ（GIE）を開設しており、そのネットワークには香港科技大学、国立台湾大学、KAIST、インド理科大学院、イスラエル工科大学、スイス連邦工科大学ローザンヌ校などが加盟している。
2016年にはオックスフォード大学のローズ奨学制度をモデルとした全額奨学制の国際関係学修士プログラムであるシュワルツマン・スカラーズが設立された。スティーブン・シュワルツマンが構想し約100億円の私財並びに各界からの300億円近い寄付金を集め、中国について理解のある将来のリーダーを育成するため設立した。毎年世界中から選ばれた150-200人の学生（うち45%が米国、20%が中国、35%がその他地域から選出）が清華大学内に建築されたシュワルツマン・カレッジに寄宿し1年間学ぶ。米中の大手金融機関や投資ファンド、メーカー等が参画しているほか、開校時には習近平中国国家主席（党総書記）やバラク・オバマ大統領から祝電が送られるなど外交的側面もみられる。
2017年には欧米主導の高等教育への対抗を掲げてアジア大学連盟（AUA）を設立し、清華大学で設立式典が開かれた際は日本の東京大学、韓国のソウル大学校、香港科技大学、シンガポールのシンガポール国立大学、タイのチュラーロンコーン大学、インドネシアのインドネシア大学、マレーシアのマラヤ大学、スリランカのコロンボ大学、インドのインド工科大学、サウジアラビアのキングサウード大学、アラブ首長国連邦のUAE大学などが創立メンバーとなっている。

### 校訓
「自強不息、厚徳載物（自ら強めて息まず、厚き徳をもって物を載す。意味は：自らを向上させることを怠らず、人徳を高く保ち物事を成し遂げよ）」

## 沿革

### 年表
- 1911年 米国留学の予備校として清華学堂を開校。
- 1912年 清華学校に改名する。
- 1925年 大学部、同年研究院（国学門）設立。
- 1928年 国立清華大学に改名する。
- 1929年 研究院、各学部に研究所が設立。
- 1937年 日中戦争に伴い長沙に移転され、北京大学・南開大学と連合して、国立長沙臨時大学が組織された。
- 1938年 長沙臨時大学が昆明に移転され、国立西南連合大学と改名。
- 1946年 清華大学は所在地清華園に移転され、文・法・理・工・農など5つの学院、26の学部が設立された。
- 1952年 中国の大学教育体制の調整により、文科系の学部を北京大学に移管、代わりに理科系の学部を北京大学から移管させて理科系に特化した大学となる。
- 1966年5月 附属中学から最初の紅衛兵が組織され、その後も1968年に中国共産党と人民解放軍の毛沢東思想宣伝隊が進駐するまで、北京における造反（文革）派の拠点の一つであった。
- 1978年 この年以来、理科・経済・管理並びに文科系など多くの学院が再び設置される。
- 1984年 中国大学における初めての大学院設立。管理工程学部をもとに、経済管理学院設立。
- 1985年 理学部が拡大し、理学院を再び設置。国内初めての継続遠隔教育学院設立
- 1988年 建築学部が拡大し、建築学院設立。
- 1993年 人文社会科学学部・研究所をもとに、人文社会科学学院設立。
- 1994年 情報学部・研究所をもとに、情報科学技術学院設立。
- 1996年 機械学部・研究所をもとに、機械工程学院設立。
- 1999年 法学院を再び設置。元中央工芸美術学院が合併され、清華大学美術学院設立。
- 2000年 土木水利学部・研究所をもとに、土木水利学院設立。公共管理学部をもとに、公共管理学院設立。
- 2001年 医学院設立。
- 2002年 伝播学部をもとに、新聞と伝播学院設立。
- 2003年 元情報産業部所属の華信病院（元酒仙橋病院）と玉泉病院が清華大学に合併された。
- 2004年 工程力学学部・宇宙航空技術研究センターをもとに、航天航空学院設立。
- 2006年 中国協和医科大学が北京協和医学院―清華大学医学部と改名された。
- 2008年 マルクス主義学院設立。
- 2009年 生命科学学院設立。
- 2016年 シュワルツマン・スカラーズ設立。
- 2019年 東京都と協力覚書を締結[21]。

## 組織
「学院」も「系」も日本の大学の学部にほぼ相当するものであるが、日本の「学部」とは位置付けが異なっている。妙訳がないのでそのまま記す。位置づけが異なるのは、学院及び系は、個別の教育システムに位置づけられているためである。清華大学は、学院や系に相当する、各単科大学の集合体として運営がなされているためである。
清華大学合計20の学院、57の学科。
| 学院             | 系                   | 系館     |
| ---------------- | -------------------- | -------- |
| 人文学院         | 中国語文学系         | 新斎     |
| 人文学院         | 哲学系               | 新斎     |
| 人文学院         | 歴史学系             | 文北楼   |
| 人文学院         | 外国語文学系         | 文南楼   |
| 社会科学学院     | 社会学系             | 熊知行楼 |
| 社会科学学院     | 心理学系             | 偉清楼   |
| 社会科学学院     | 政治学系             | 明斎     |
| 社会科学学院     | 国際関係学系         | 明斎     |
| 社会科学学院     | 経済学研究所         | 明斎     |
| 社会科学学院     | 科技与社会研究所     | 明斎     |
| 経済管理学院     | 会計系               | 偉倫楼   |
| 経済管理学院     | 経済系               | 偉倫楼   |
| 経済管理学院     | 金融系               | 偉倫楼   |
| 経済管理学院     | 市場栄養系           | 偉倫楼   |
| 経済管理学院     | 人力資源と組織行為系 | 偉倫楼   |
| 経済管理学院     | 企業戦略と政策系     | 偉倫楼   |
| 経済管理学院     | 管理科学と工程系     | 偉倫楼   |
| 音信科学技術学院 | 電子工程系           | 羅姆楼   |
| 音信科学技術学院 | 微電子と納電子学系   | 東主楼   |
| 音信科学技術学院 | 計算機科学と技術系   | 東主楼   |
| 音信科学技術学院 | 軟件学院             | 東主楼   |
| 音信科学技術学院 | 自動化系             | 中央主楼 |
| 音信科学技術学院 | 音信技術研究院       | 信科大楼 |
| 音信科学技術学院 | 網絡研究院           | 中央主楼 |

| 学院                                  | 系                 | 系館           |
| ------------------------------------- | ------------------ | -------------- |
| 美術学院                              | 芸術歴史評論系     | 美術学院大楼   |
| 美術学院                              | 工業設計系         | 美術学院大楼   |
| 美術学院                              | 環境芸術設計系     | 美術学院大楼   |
| 美術学院                              | 陶芸技術設計系     | 美術学院大楼   |
| 美術学院                              | 視覚伝達設計系     | 美術学院大楼   |
| 美術学院                              | 染色服飾芸術設計系 | 美術学院大楼   |
| 美術学院                              | 音信芸術設計系     | 美術学院大楼   |
| 美術学院                              | 工芸美術系         | 美術学院大楼   |
| 美術学院                              | 絵画系             | 美術学院大楼   |
| 美術学院                              | 彫塑系             | 美術学院大楼   |
| 理学院                                | 数学科学系         | 理科楼         |
| 理学院                                | 物理系             | 理科楼         |
| 理学院                                | 化学系             | 何添楼         |
| 理学院                                | 地球系統科学系     | 蒙民偉科技大楼 |
| 土木水利学院                          | 土木工程系         | 何善衡楼       |
| 土木水利学院                          | 建設管理系         | 何善衡楼       |
| 土木水利学院                          | 水利水電工程系     | 新水利館       |
| 環境学院                              | 環境工程系         | 環境節能楼     |
| 環境学院                              | 環境科学系         | 環境節能楼     |
| 環境学院                              | 環境規劃與管理系   | 環境節能楼     |
| 新聞と情報学院                        | 新聞と情報学院     | 宏盟楼         |
| 法学院                                | 法学院             | 明理楼         |
| 公共管理学院                          | 公共管理学院       | 伍舜徳楼       |
| 蘇世民書院 シュワルツマン・スカラーズ |                    |                |

| 学院                   | 系                     | 系館           |
| ---------------------- | ---------------------- | -------------- |
| 航天航空学院           | 航空宇航工程系         | 蒙民偉科技大楼 |
| 航天航空学院           | 工程力学系             | 蒙民偉科技大楼 |
| 機械工程学院           | 機械工程系             | 李兆基科技大楼 |
| 機械工程学院           | 精密機器と機械学系     | 曾憲梓楼       |
| 機械工程学院           | 熱能工程系             | 動力機械館     |
| 機械工程学院           | 汽車工程系             | 汽車楼         |
| 機械工程学院           | 工業工程系             | 舜徳楼         |
| 医学院                 | 医学系                 | 医学科学楼     |
| 医学院                 | 生物医学工程系         | 医学科学楼     |
| 医学院                 | 臨床医学院             | 医学科学楼     |
| 医学院                 | 公共健康研究中心       | 医学科学楼     |
| 薬学院                 |                        | 医学科学楼     |
| 建築学院               | 建築系                 | 梁銶琚館       |
| 建築学院               | 都市計画系             | 梁銶琚館       |
| 建築学院               | 建築技術科学系         | 梁銶琚館       |
| 建築学院               | 景観学系               | 梁銶琚館       |
| 交差音信研究院         | 交差音信研究院         | 信息科学技術楼 |
| 材料学院               | 材料学院               | 逸夫技術科学楼 |
| 生命科学学院           | 生命科学学院           | 生命科学館     |
| 電気工程応用電子技術系 | 電気工程応用電子技術系 | 西主楼         |
| 工程物理系             | 工程物理系             | 劉卿楼         |
| 化学工程系             | 化学工程系             | 英士楼         |
| マルクス主義学院       | マルクス主義学院       | 善斎           |
| 五道口金融学院         |                        |                |

- 原子力と新エネルギー技術研究院
- 体育部
- 芸術教育センター
- 深圳研究生院
- 継続教育学院

## キャンパス
米経済誌『フォーブス』は2010年3月1日、最も美しい大学キャンパスランキングを公表し、選ばれた合計14校の大学の中で、唯一アジアからランクインした。その中で、「キャンパス内の建築物はバラエティに富み、歴史的な背景を有しており、清華園の景色は散文のような美しさ」と称えた。礼堂以下、建築は北洋路官学堂（→唐山鉄道学院→西南交通大学）出身の荘俊が設計。

## 大学ランキング
- THE世界大学ランキング：第12位（2025年）[4]
- QS世界大学ランキング：第20位（2025年）[61]
- USニュース：ベストグローバル大学：第16位（2025年）[5]
- USニュース：ベストグローバル大学 - アジア圏内：第1位（2025年）[5]
- CWUR世界大学ランキング：第43位（2025年）[62]
- CWUR世界大学ランキング-アジア圏内：第4位（2025年）[62]

## 学科ランキング
2012年度の「中華人民共和国教育部学科評価」により、中国国内において特に強みを持つ研究分野は以下である。
| 中国国内の順位 | 専攻分野             |
| -------------- | -------------------- |
| 10             | 哲学                 |
| 6              | 応用経済学           |
| 5              | 新聞伝播学           |
| 4              | 物理学               |
| 6              | 化学                 |
| 1              | 力学                 |
| 3              | 機械工学             |
| 2              | 儀器科学与技術       |
| 1              | 材料科学与工程       |
| 1              | 動力工程及工程熱物理 |
| 1              | 電気工学             |
| 4              | 電子科学与技術       |
| 4              | 信息与通信工学       |
| 1              | 控制科学与工程       |
| 1              | 計算機科学与技術     |
| 1              | 建築学               |
| 3              | 土木工学             |
| 2              | 水利工学             |
| 4              | 化学工程与技術       |
| 1              | 軟件工学             |
| 1              | 都市計画学           |
| 1              | 風景園林学           |
| 1              | 管理学科与工程       |
| 2              | 公共管理             |
| 3              | 工商管理             |

## 清華大学の人物一覧

### 教授
- 張建民
- 楊振寧
- 姚期智

### 卒業生
- 梁思成
- 聞一多
- 梅汝璈
- 華羅庚
- 曹禺
- 費孝通
- 郝景芳
- 季羨林
- 李政道
- 喬冠華
- 朱鎔基
- 英若誠
- 呉邦国
- 胡錦涛
- 習近平
- 胡和平
- 陳吉寧
- 諸宸
- 柴璐
- 晏妮
- 彭桓武
- 銭鍾書
- 楊絳
- 蔣方舟
- 楊利偉
- 周虹

## 日本人関係者
- 石原孟（工学部卒業生、東京大学教授）
- 紺野大介（招聘教授、創業支援推進機構理事長）
- 平子友長（特聘教授、一橋大学名誉教授、マルクス研究会共同代表）
- 藤末健三（客員教授、元参議院議員）
- 黒川紀章（客員教授、建築家）
- 二階俊博（名誉教授、元自由民主党幹事長、日中友好議員連盟会長）
- 小池政就（客員研究員、元衆議院議員）

## 中国版「アイビーリーグ」
2009年10月12日に北京大学、清華大学、浙江大学、ハルビン工業大学、復旦大学、上海交通大学、南京大学、中国科学技術大学、西安交通大学の9校（C9）は相互協力・交流の強化、教育資源の相互補完、ハイレベル人材の育成等を図るため、「一流大学人材育成協力・交流協議書」を締結した。中国版の「アイビーリーグ」結成に向けて第一歩を踏み出した。この中国版「アイビーリーグ」のことを「九校連盟」と呼ぶ。

## 日本の学生交流協定校
- 東京大学
- 京都大学
- 東京工業大学
- 東北大学
- 大阪大学
- 名古屋大学
- 九州大学
- 北海道大学
- 横浜国立大学
- 千葉大学
- 神戸大学
- 広島大学
- 東京農工大学
- 東京藝術大学
- 多摩美術大学
- 金沢大学
- 北陸先端科学技術大学院大学
- 名古屋工業大学
- 九州工業大学
- 新潟大学
- 秋田県立大学
- 鹿児島大学
- 早稲田大学
- 慶應義塾大学
- 上智大学
- 中央大学
- 立教大学
- 明治大学
- 青山学院大学
- 法政大学
- 学習院大学
- 成城大学
- 同志社大学
- 立命館大学
- 大阪工業大学